# Consejo de Gobierno
El Consejo de Gobierno es el máximo órgano de decisión de una comunidad autónoma o una universidad pública.

## Comunidad Autónoma
Es el máximo órgano ejecutivo colegiado de la Comunidad autónoma. Sus funciones son la administración civil, ejecución de las leyes y reglamentación. Los miembros responden ante el Tribunal Superior de Justicia, tanto en el ámbito civil, como penal. Están sometidos a control político a través de la cuestión de confianza y la moción de censura. Está presidido por el presidente de la Comunidad Autónoma, que nombre y cesa a sus miembros.

## Universidad pública
De acuerdo con la Ley Orgánica 6/2001, de 21 de diciembre, de Universidades, modificada por la Ley Orgánica 4/2007, de 12 de abril, el Consejo de Gobierno es un órgano colegiado que ha de existir en toda Universidad pública, presidido por su Rector y formando parte del mismo el Secretario General, el Gerente, los Vicerrectores y un porcentaje de miembros de cada sector de la Comunidad Universitaria. Establece las líneas estratégicas de la Universidad y los procedimientos para desarrollarlas, en los ámbitos académico, de investigación, recursos humanos y económicos y elaboración de los presupuestos.